# Erdmuthe Dorotea de Reuss-Ebersdorf
La Condesa Erdmuthe Dorotea de Zinzendorf, nacida Condesa de Reuss-Ebersdorf (7 de noviembre de 1700 en Ebersdorf-19 de junio de 1756 en Herrnhut), fue una pietista y escritora de himnos alemana.

## Biografía
Erdmuthe Dorotea von Reuss nació el 7 de noviembre de 1700 en la villa de Ebersdorf, en Turingia. Era la hija del Conde Enrique X de Reuss-Ebersdorf y de su esposa, Erdmuthe Benigna de Solms-Laubach. Fue criada en el pietismo según los principios de Philip Jacob Spener.
En 1721, en la boda de su hermano Enrique XXIX, conoció al amigo del novio el Conde Nikolaus Ludwig von Zinzendorf, quien originalmente había querido casarse con la novia de Enrique, Sofía Teodora de Castell-Remlingen (1703-1777). Exactamente un año después, contrajeron matrimonio. El matrimonio fue descrito como combativo, basado en la decisión mutua de luchar por objetivos comunes, sobre la conveniencia o el amor. Tuvieron doce hijos, entre ellos, Christian Renatus von Zinzendorf.
Erdmuthe, quien había aprendido de su madre cómo administrar un condado, tomó el control sobre los negocios de las posesiones de su marido en Berthelsdorf y el recién fundado asentamiento de Herrnhut. En la Iglesia morava, dirigió un orfanato, además de criar a sus propios doce hijos. Después de la primera expulsión de su marido en 1732, él transfirió sus posesiones a ella. Viajó por varios países europeos junto con su marido y durante los once años de exilio de este, ella administró sus activos y dirigió la Iglesia morava.
En 1755 su marido retornó del exilio en Londres. Se habían separado durante el exilio, y vivieron separados después de su retorno; él residió en su castillo en Berthelsdorf y ella residió en Herrnhut. Después de la muerte de su último hijo, Christian Renatus, su salud empezó a decaer.

## Legado
Erdmuthe Dorotea escribió varios himnos e inició una publicación anual de la Iglesia morava (Losungen).